# Masonna
Masonna (マゾンナ) est le nom du projet de musique bruitiste de Yamazaki Maso, démarré en 1987. Il est quelquefois présenté comme un acronyme pour Mademoiselle Anne Sanglante Ou Notre Nymphomanie Auréolé, ou plus rarement Mystic Another Selection Of Nurses Naked Anthology (qu'on peut approximativement traduire en: Anthologie d'une autre sélection mystique d'infirmières nues). Maso avait auparavant déclaré qu'il s'agissait d'un calembour faisant allusion à la pop star américaine Madonna, bien que le nom soit également composé de Maso (Masochiste, aussi en japonais) et Onna (femme en japonais). Avec Merzbow, Masonna est l'un des projets les plus connus de la scène bruitiste japonaise (japanoise).

## Histoire
Le projet Masonna a fait la première partie de plusieurs artistes renommés internationalement dans des concerts effectués au Japon, notamment Sonic Youth, Beck et Slipknot. La formation a également retenu l'attention de John Peel et a fait l'objet d'une Peel Sessions, qui donna lieu à une édition limitée en CD.
Masonna est avant tout connu pour les performances live endiablées de Yamazaki, qui consiste souvent à abîmer son matériel et à sauter de façon hystérique. Certains concerts n'ont duré que quelques secondes. En 1996, Masonna effectua aux États-Unis une tournée intitulée « American Mystique Tour », à la suite de la sortie de son album Inner Mind Mystique.

## Discographie
- Shinsen Na Clitoris - Vanilla Records, Japon (1990) 2 pistes (Durée: 31:42)
- Mademoiselle Anne Sanglante Ou Notre Nymphomanie Aureolé - Alchemy Records, Japon (1993) 31 pistes (Durée: 43:10)
- Noskl In Ana - Alchemy Records, Japon (1994) 9 pistes (Durée: 65:50)
- Super Compact Disc - Alchemy Records, Japon (1995) 1 piste (Durée: 33:33)
- Noisextra - RRRecords, États-Unis (1995) 2 pistes (Durée: 43:20)
- Ejaculation Generater - Alchemy Records, Japon (1996) 32 pistes (Durée: 30:58)
- Inner Mind Mystique - Relapse Records, États-Unis (1996) 7 pistes (Durée: 38:28)
- Hyper Chaotic - V Records, États-Unis (1996) 19 pistes (Durée: 36:58)
- Freak-Out Electrolyze - Nanophonica Records, Japon (1997) 14 pistes (Durée: 32:05)
- Spectrum Ripper - Cold Spring Records, Royaume-Uni (1998) 25 pistes (Durée: 41:32)
- Frequency L.S.D. - Alien 8 Recordings, Canada (1998) 14 pistes (Durée: 40:18)
- Vestal Spacy Ritual - Alchemy Records, Japon (1999) 15 pistes (Durée: 30:56)
- Beauty Beast - Blast First Records, Royaume-Uni (1999) 2 pistes (Durée: 21:23)
- Shock Rock - MIDI Creative Records, Japon (2002) 31 pistes (Durée: 46:44)

### Interviews
- (en) "Amusing Ourselves to Death"  June 1993 interview from Bananafish #8 by David Hopkins.
- (en) Interview  and translation by Matt Kaufman 6/29/94.